# Cratere Lansberg

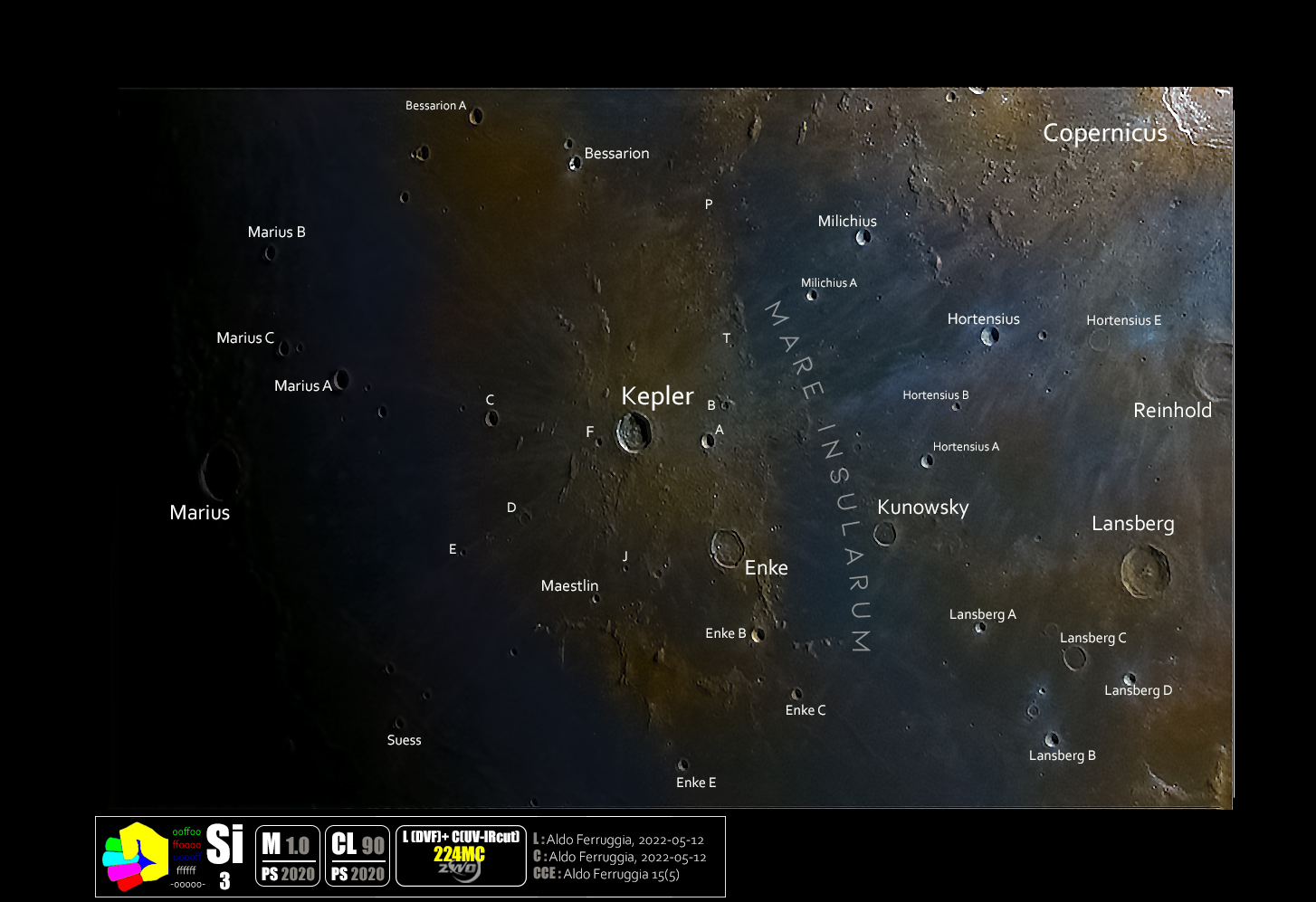
Area del cratere in immagine selenocromatica (Si)

Lansberg è un cratere lunare di 38,75 km situato nella parte sud-occidentale della faccia visibile della Luna.
Il cratere è dedicato all'astronomo olandese Johan Philip Lansberg.

## Crateri correlati
Alcuni crateri minori situati in prossimità di Lansberg sono convenzionalmente identificati, sulle mappe lunari, attraverso una lettera associata al nome.
| Lansberg | Coordinate           | Diametro (in km) |
| -------- | -------------------- | ---------------- |
| A        | 0°10′48″N 31°09′00″W | 7,97             |
| B        | 2°29′24″S 28°08′24″W | 9                |
| C        | 1°28′12″S 29°12′36″W | 17,91            |
| D        | 3°00′36″S 30°38′24″W | 10,46            |
| E        | 1°50′24″S 30°21′00″W | 4,95             |
| F        | 2°11′24″S 30°46′48″W | 8,32             |
| G        | 0°38′24″S 29°28′48″W | 9,54             |
| L        | 3°33′36″S 26°24′36″W | 4,1              |
| N        | 1°54′36″S 26°26′24″W | 3,48             |
| P        | 2°21′36″S 23°01′48″W | 2,43             |
| X        | 1°12′00″N 27°52′12″W | 2,99             |
| Y        | 0°42′00″N 28°11′24″W | 3,56             |